# Metastasi

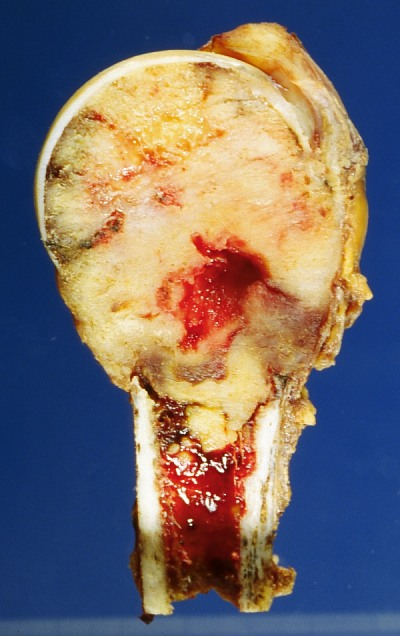
Superficie tagliata di un omero, segata nel senso della lunghezza, che mostra una grande metastasi cancerosa (il tumore biancastro tra la testa e la parte inferiore dell'osso)

Per metastasi (dal greco meta = al di là, e stasis = stato, posizione, quindi trasposizione, cambiamento di sede di una materia morbosa) si intende la disseminazione di un processo evolutivo dalla sua sede di origine ad altri organi dell'individuo, quindi il cancro metastatico è la stessa tipologia di cancro del tumore originale che si è spostato in una nuova sede.

## Descrizione
Le metastasi possono essere:
- metastasi settiche, che hanno natura infettiva;
- metastasi tumorali, in questo caso, derivano dalla crescita di cellule tumorali individuabili da alcune caratteristiche tipiche del tessuto originario ma non del sito di impianto.

La capacità di dare metastasi (molto diversa da tumore a tumore) è la principale peculiarità che hanno i tumori maligni rispetto ai tumori benigni, e quasi sempre sono proprio le metastasi quelle che provocano la morte dell'organismo, raramente il tumore primitivo. Ciò è dovuto anche al fatto che le metastasi sono formate da cellule molto più resistenti, aggressive ed efficienti di quelle presenti nel tumore primitivo. Esse si presentano inoltre molto spesso "a gruppi", più raramente sono isolate.
La gran parte delle neoplasie maligne si accresce, invade i tessuti circostanti e si dissemina nell'organismo ospite dando origine ad altre formazioni neoplastiche, separate e distanti dal tumore primario. Questo processo è noto come metastatizzazione, e le formazioni neoplastiche secondarie sono dette metastasi.

## Modalità di diffusione

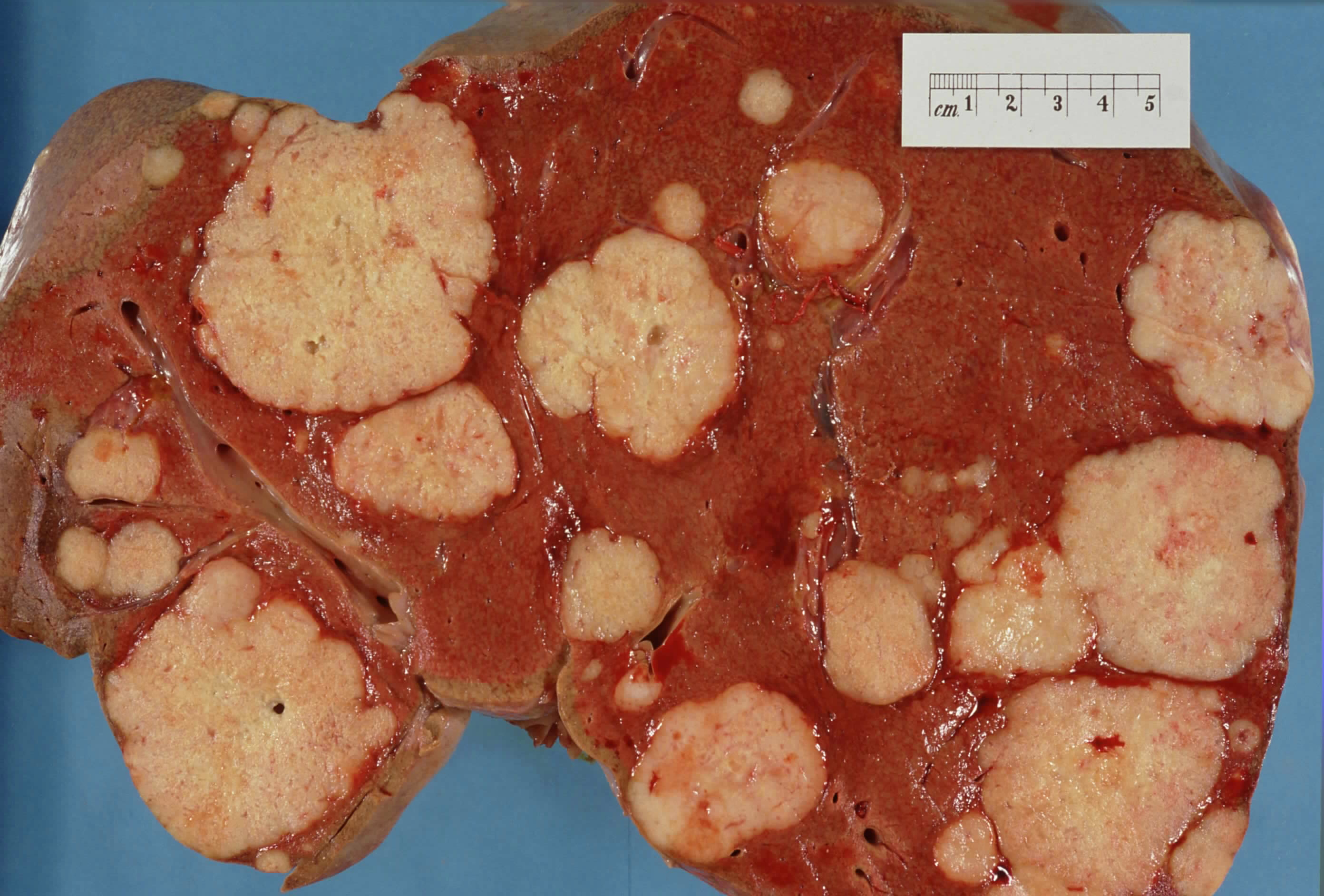
Sezione di fegato con numerosi noduli (le regioni di colore chiaro nella foto) di origine pancreatica

Un tumore si diffonde per diffusione continua o locale oppure per propagazione a distanza. Entrambe le modalità possono coesistere, ma la seconda implica la presenza di discontinuità fra la sede primitiva e i focolai secondari. Quindi le neoplasie metastatizzano allorquando alcune cellule neoplastiche abbandonano il sito di origine e si diffondono nell'organismo attraverso i canali preesistenti (vasi ematici e linfatici), gli spazi connettivali e le grandi cavità.

### Disseminazione per via ematica
La disseminazione per via ematica è caratteristica di molti sarcomi, di qualche carcinoma (renale, prostatico, tiroideo ed epatico), del corioepitelioma e di tumori che insorgono in distretti privi di vasi linfatici. Per la crescita metastatica è fondamentale il contributo della rete vascolare formata da neoangiogenesi che circonda il tessuto neoplastico e si spinge al suo interno: le pareti di questa rete vascolare sono strutturate male (sono povere di periciti e di cellule muscolari lisce) e relativamente permeabili, rappresentando quindi un facile accesso al circolo ematico per cellule che rilasciano enzimi proteolitici in grado di lisare la membrana basale periendoteliale, quindi ottimo terreno per la diffusione di cellule tumorali aggressive e ricche di questi enzimi. La formazione di nuovi vasi comporta l'attivazione di un processo proliferativo e differenziativo nelle cellule endoteliali dei capillari dell'ospite, dai quali originano gettoni cellulari solidi che successivamente si canalizzano e si strutturano in formazioni vasali più o meno regolari.
Per l'innesco e il mantenimento di questo processo è necessario che una sottopopolazione delle cellule neoplastiche del tumore primitivo assuma il fenotipo angiogenico. Le cellule tumorali con questo fenotipo possono attivare la secrezione di uno o più fattori positivi, oppure mobilizzarli dalla matrice extracellulare o, anche, reclutare cellule dell'ospite (come ad esempio i macrofagi, i quali producono proprie proteine angiogeniche). I fattori angiogenici più comunemente presenti nei tumori sono il basic fibroblast growth factor (bFGF) e il vascular endotelial growth factor (VEGF). Dal punto di vista morfologico, la vascolarizzazione tumorale è composta da vasi di tipo capillare e precapillare che originano dalle venule dell'ospite; può assumere un aspetto periferico (vasi di maggior calibro che circondano il focolaio e che inviano capillari verso il centro della neoplasia), oppure un aspetto centrale (vaso centrale maggiore al centro del tumore con ramificazioni alla periferia). Una volta penetrate all'interno di un vaso ematico, le cellule neoplastiche circolano sotto forma di aggregati omotipici o eterotipici (emboli neoplastici) e vengono intrappolate nei principali distretti capillari, dove si arrestano, permeano gli endoteli e si riversano nei tessuti extravascolari dando luogo alla formazione di focolai metastatici seguendo il meccanismo qui descritto:
1. Il primo passo per lo stravaso delle cellule tumorali è l'adesione alle cellule endoteliali, mediato da molecole di adesione cellulare (cell adhesion molecules – CAMs), che comprendono la famiglia I-CAM e N-CAM (integrine), lectine di superficie cellulare e glicoproteine che si legano alle lectine espresse dalle cellule. Un ruolo fondamentale in questa fase del processo metastatico è svolto dalle piastrine e dalle selettine E e P degli endoteliociti: le cellule neoplastiche, per potere ancorarsi stabilmente agli endoteliociti, devono essere fornite di ligandi per le selettine E e P e devono possedere proprie selettine che riconoscano ligandi consensuali espressi dagli endoteliociti.
2. Dopo l'adesione alla cellule endoteliali, la cellula tumorale estende gli pseudopodi (definiti anche invadopodi) all'interno delle giunzioni intercellulari dell'endotelio o induce una retrazione delle cellule endoteliali, permettendo l'accesso alla membrana basale. La membrana basale è composta da fibronectina, laminina, collagene di tipo IV, eparan solfato e vitronectina. La membrana basale subendoteliale è generalmente un adesivo cellulare migliore per le cellule tumorali rispetto alla superficie delle cellule endoteliali, cosicché trauma e flogosi, che possono portare alla esposizione della membrana basale, possono facilitare l'adesione delle cellule tumorali. Il legame di queste cellule con le suddette componenti della membrana basale sembra essere mediato da recettori di superficie cellulare, molti dei quali fanno parte della famiglia delle integrine.
3. Nella terza fase avviene la digestione della membrana basale da parte di vari enzimi proteolitici prodotti dalle cellule tumorali, quali le metalloproteinasi (MMP), la catepsina D e l'attivatore del plasminogeno che, idrolizzando le prospicienti strutture stromali, aprono un varco alla penetrazione delle cellule neoplastiche nei tessuti extravascolari. Il comportamento invasivo di tali cellule non è correlato solo alla loro capacità di sintetizzare enzimi degradativi, ma soprattutto agli equilibri che si stabiliscono nel microambiente locale fra attivatori e inibitori delle attività enzimatiche capaci di modificare la matrice extracellulare.

Sebbene alcune cellule neoplastiche possano invadere i tessuti passivamente, cioè attraverso un meccanismo di crescita ed espansione cellulare, il ruolo principale dell'invasione locale è giocato dalla motilità cellulare: alcune cellule tumorali secernono esse stesse fattori di motilità autocrini, ma in generale il movimento è stimolato da fattori esogeni paracrini solubili (chemiotattici) e insolubili (aptotattici).
Il numero delle cellule neoplastiche che si riversano nel torrente circolatorio (per grammo di tumore) è di gran lunga superiore a quello delle cellule in grado di formare focolai metastatici.
La scarsa differenziazione (anaplasia) del tumore primario e la presenza di fenomeni necrotici al suo interno sono le caratteristiche che sembrano favorire maggiormente il passaggio in circolo di emboli neoplastici. In ogni caso l'indice di mortalità tra le cellule neoplastiche è molto elevato: di tutti gli elementi neoplastici che penetrano nel torrente circolatorio, meno dello 0,01% è in grado di dare luogo allo sviluppo di focolai metastatici.

### Disseminazione per via linfatica
La disseminazione per via linfatica è caratteristica dei carcinomi, molti dei quali sintetizzano e secernono fattori, come il VEGF-C e il VEGF-D, che promuovono la formazione di nuovi capillari (linfangiogenesi), o incrementano il diametro di quelli esistenti, interagendo con specifici recettori (VEGF-R3). Le cellule neoplastiche penetrano nei vasi linfatici, ove assumono un aspetto a cordoni solidi (permeazione) o ad aggregati cellulari (embolizzazione), con meccanismi identici a quelli adoperati per l'ingresso nel circolo ematico. La diffusione sotto forma di emboli è la principale modalità di disseminazione dei tumori primari nei linfonodi regionali e, via via, lungo le altre stazioni linfatiche. Una volta che le cellule neoplastiche siano giunte nei linfonodi regionali possono verificarsi varie evenienze:
1. esse proliferano e sostituiscono progressivamente le cellule linfoidi locali; il flusso della linfa efferente viene quindi circuitato o convogliato all'indietro trascinando con sé le cellule neoplastiche nate nel linfonodo, cellule che si vanno a depositare in stazioni linfatiche situate più a valle (il linfonodo regionale si comporta in pratica da sorgente di ulteriori metastasi, le metastasi secondarie);
2. le cellule neoplastiche muoiono in loco, o in seguito a qualche deficienza metabolica o per azione degli elementi immunocompetenti presenti nel linfonodo;
3. le cellule neoplastiche sopravvivono nel linfonodo, ma in uno stato di latenza, e non generano metastasi secondarie.

La tendenza al superamento più o meno precoce della capsula linfonodale dipende essenzialmente dall'istotipo, ma quando l'adenopatia supera la dimensione di circa 5 cm la rottura capsulare con estrinsecazione delle cellule tumorali è praticamente costante per tutte le neoplasie.
La funzione barriera dei linfonodi regionali è quindi parziale e può essere ulteriormente compromessa in seguito a procedimenti diagnostici (linfoangiografia) o terapeutici (irradiazione locale, trattamento con steroidi).

### Disseminazione per contiguità
La disseminazione per contiguità o per cavità non è inconsueta: i carcinomi dello stomaco, del colon e dell'ovaio possono metastatizzare in cavità peritoneale; i carcinomi della mammella, del polmone e dell'esofago diffondono nella cavità pleurica e/o pericardica; i tumori del plesso corioideo, gli ependimomi, i pinealomi e i medulloblastomi possono diffondere lungo la cavità cerebro-spinale, anche se la formazione di metastasi al di fuori del sistema nervoso centrale è di eccezionale riscontro.

## Meccanismi del processo metastatico
La composizione cellulare delle neoplasie maligne è eterogenea e soltanto alcune cellule tumorali sono in grado di formare metastasi. La comparsa di focolai metastatici è quindi il risultato di un drastico processo di selezione che interviene nelle varie tappe del processo di disseminazione neoplastica:
- invasività locale;
- passaggio nel circolo ematico o linfatico;
- arresto nel distretto capillare;
- permeazione degli endoteli;
- colonizzazione di tessuti eterotipici.

Le cellule che sono in grado di superare tutti i passaggi elencati hanno il fenotipo metastatico e costituiscono una sottopopolazione del tumore primitivo emergente accanto ad altre sottopopolazioni di cellule incapaci di generare metastasi (fenotipo non metastatico). La comparsa del fenotipo metastatico è un caso particolare del processo di diversificazione prodotto dall'instabilità genetica. Infatti, malgrado l'origine monoclonale, ampiamente accettata per la maggioranza dei tumori e le loro metastasi, la popolazione neoplastica diviene notevolmente eterogenea a causa di un'intrinseca instabilità genetica delle sue cellule. Mentre fenotipicamente emergono le molteplici proprietà cellulari necessarie per produrre metastasi in molti tipi diversi di tumore, genotipicamente non sembra esservi un singolo gene specifico (gene metastatico) che regola tali proprietà in tutti i tumori. In ogni caso è certo che il fenotipo metastatico è indipendente dal fenotipo tumorale e appare verosimile che il processo metastatico venga regolato mediante l'attivazione e/o la disattivazione di molti geni specifici. Si ritiene che ogni fase della cascata metastatica possa essere regolata da cambiamenti transitori o permanenti a livello del DNA o RNA in geni differenti, e differenti geni regolatori potrebbero essere coinvolti nei diversi tipi di tumori.
Tra i numerosi fattori che intervengono nel processo metastatico, spicca il ruolo dei geni NM23, la cui ridotta espressione in cellule di varie neoplasie umane, si associa a un loro comportamento particolarmente aggressivo. Sono stati finora caratterizzati due di questi geni: lo H1 e lo H2, che codificano, rispettivamente, per la subunità A e B della nucleoside difosfato chinasi, enzima che controlla importanti processi cellulari: regolazione della trascrizione genica, assemblaggio dei microtubuli, trasmissione di segnali proliferativi e/o differenziativi, adesività al substrato. Il gene NM23-H1, localizzato nella banda q22 del cromosoma 17, è quello maggiormente implicato nella cancerogenesi, essendo da molti considerato un oncosoppressore con specifica funzione anti-metastatica.
Altrettanto rilevante è il ruolo di un altro presunto oncosoppressore, il KAI-1, la cui espressione è promossa dalla p53. Questo gene codifica la sintesi della CD82, una proteina integrale di membrana appartenente alla superfamiglia delle tetraspanine. Le tetraspanine, e presumibilmente anche la CD82, controllano l'adesività e la crescita cellulare.
Un altro gene umano anti-metastatico, il KiSS-1, è stato recentemente localizzato nella regione cromosomica 1q32-41. Esso codifica per una proteina, presumibilmente coinvolta nella trasmissione di segnali membranari e/o nell'organizzazione delle strutture citoscheletriche, che è presente nei melanociti normali e nelle cellule di melanomi a basso potenziale metastatico ed è invece assente nelle cellule melanomiche invasive e metastatizzanti.
Una funzione anti-metastatica/anti-invasiva è svolta anche dall'oncosoppressore DCC (Deleted in Colorectal Cancer), il cui prodotto, un recettore, invia alle cellule che lo esprimono segnali pro o anti-apoptici a seconda che i suoi siti di legame siano liberi od occupati dallo specifico ligando: la netrina-1. Si presume che ciò impedisca alle cellule carcinomatose del colon-retto, finché provviste di questo recettore, di diffondere e invadere distretti tissutali ove la netrina-1 non è presente.

## Meccanismi di difesa dell'ospite
Le cellule tumorali, una volta penetrate nel circolo sanguigno, ricevono un attacco da parte del sistema immunitario dell'ospite: infatti solo una piccolissima parte delle cellule tumorali sopravvive ed è in grado poi di creare tumori secondari. I possibili meccanismi di morte cellulare includono: stress meccanici in vasi sanguigni di piccolo calibro, cattiva nutrizione, tossicità dovuta agli elevati livelli di ossigeno nel sangue, azione di cellule effettrici immunitarie specifiche o aspecifiche come linfociti T, polimorfonucleati, macrofagi o cellule natural killer (NK), le quali sembrano essere molto efficaci contro le cellule tumorali veicolate dal sangue mentre mostrano un effetto limitato contro cellule tumorali che hanno già formato piccoli focolai metastatici. È comunque accertata la relazione inversa tra il grado di immunogenicità e la capacità metastatica.

## Migrazione e crescita

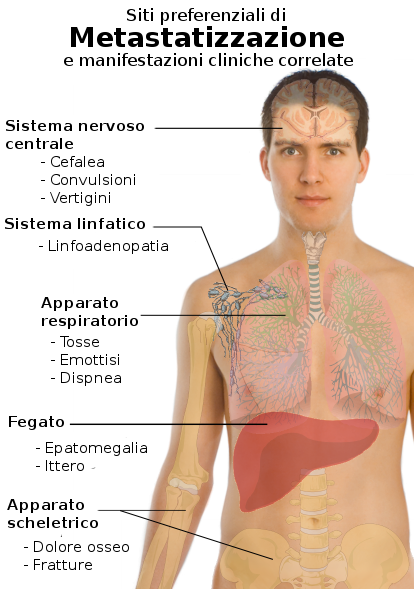
Siti principali di metastatizzazione

Una volta uscite dal torrente ematico, le cellule neoplastiche isolate evidenziano un fenomeno migratorio intraparenchimale che le porta ad addossarsi al sistema arterioso dell'ospite. Invece il sistema venoso e le vie linfatiche portano un flusso di sangue verso il cuore, organo che è molto raramente oggetto di tumori maligni. La successiva evoluzione proliferativa interessa una minoranza delle cellule migrate, molte delle quali rimangono isolate. È verosimile che una quota di queste ultime sia destinata a morire e che altre restino quiescenti per periodi di tempo indeterminati. Le cellule neoplastiche che proliferano danno luogo a localizzazioni microscopiche che si dispongono a guisa di manicotto intorno ai vasi o di sottile superficie tra i vasi contigui vicini.
La maggior parte di tali formazioni, in assenza di fenomeni angiogenici, raggiunge presto una dimensione limite di qualche centinaio di micron e cessa di crescere volumetricamente. Un'analisi cinetica di queste micrometastasi avascolari mette in evidenza la presenza di un equilibrio dinamico in cui proliferazione e morte cellulare per apoptosi sono equivalenti. Questo stato micrometastatico può essere considerato di “quiescenza clinica”, essendo le dimensioni interessate decisamente al di sotto di quelle clinicamente significative.
La proliferazione delle singole cellule insediate nell'organo bersaglio avviene in risposta a fattori di crescita paracrini che possono essere espressi in modo differente nei vari organi. Epidermal growth factor (EGF), IGF, trasformino growth factor \beta (TGF-\beta) sono alcuni dei fattori identificati. Vi sono anche elementi che suggeriscono l'ipotesi che alcune neoplasie, soprattutto quelle con maggior capacità metastatizzante, posseggano meccanismi autocrini di sostegno della crescita. Una piccola percentuale delle micrometastasi ora descritte, in cui evidentemente vi sono cellule che esprimono il fenotipo angiogenico, mostra il fenomeno della neovascolarizzazione.
Nel momento in cui nuovi vasi vengono creati dalla proliferazione delle cellule endoteliali a partire dai vasi dell'ospite, si registra una drastica riduzione dell'apoptosi, mentre la proliferazione prosegue a livelli pressoché invariati, e la metastasi inizia a crescere per espansione della popolazione neoplastica e di quella endoteliale associata. Solo queste ultime metastasi raggiungono un livello dimensionale clinicamente significativo. La selettività per specifiche sedi vascolari è legata ai meccanismi di adesione alle pareti vasali, al tipo di enzimi degradativi prodotti dalla cellula neoplastica e di enzimi inibitori presenti nel tessuto invaso, ai fattori chemiotattici e aptotattici che guidano l'insediamento della singola cellula nei siti ottimali per la proliferazione, ai fattori di crescita autocrini e paracrini e alla possibilità di iniziare e mantenere il processo angiogenico.

## Localizzazione delle metastasi

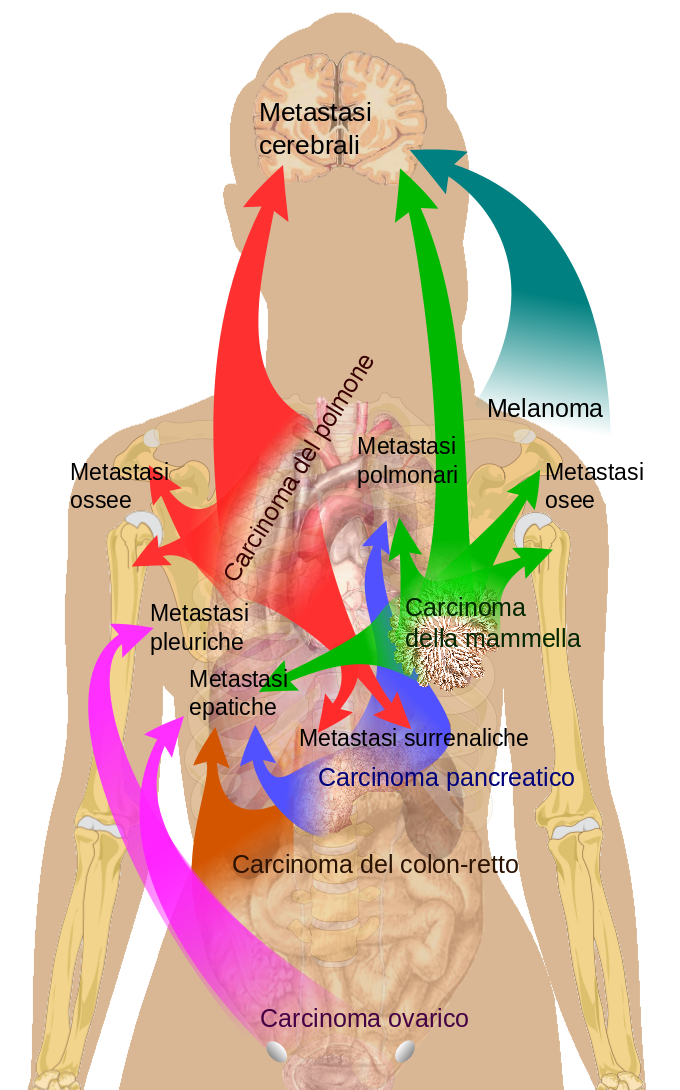
Siti di metastasi per i principali tumori

Nel 1889 Paget formulò l'ipotesi del “terreno e seme”, in cui egli postulò che possono verificarsi interazioni differenziali cellula tumorale/organismo ospite, con aspetti più o meno favorevoli allo sviluppo metastatico. Un'ipotesi alternativa è che la cosiddetta “organo-preferenza” si possa spiegare sulla base di considerazioni emodinamiche (il numero di metastasi che si sviluppano in un organo è relativo al numero di cellule rilasciato all'organo dal flusso ematico e al numero di cellule che si arrestano nei capillari). Quindi per i tumori la cui rete vascolare drena nel circolo venoso sistemico, l'organo di primo passaggio dovrebbe essere il polmone; mentre per i tumori il cui drenaggio venoso avviene nel sistema portale (cancri gastrointestinali), questo dovrebbe essere il fegato.
In ogni caso le metastasi generalmente compaiono a livello dei linfonodi regionali o degli organi il cui letto capillare è il filtro dei principali sistemi venosi: il polmone per il sistema delle cave, il fegato per quello portale. Alcune neoplasie, a causa della loro sede anatomica, metastatizzano di preferenza in determinati distretti. Il carcinoma polmonare, ad esempio, forma frequentemente metastasi cerebrali poiché le sue cellule invadono le vene polmonari, raggiungendo il ventricolo sinistro e penetrano poi nelle arterie carotidi; i carcinomi della mammella, invece metastatizzano frequentemente in corrispondenza delle vertebre raggiunte attraverso il plesso o sistema venoso di Batson. L'organotropismo selettivo di alcune cellule metastatiche potrebbe anche essere dovuto alla proprietà di queste cellule di sopravvivere e di moltiplicarsi esclusivamente o preferenzialmente in un dato distretto anatomico.
Lo sviluppo di un focolaio metastatico richiede la formazione di uno stroma di supporto, che deve essere necessariamente costruito a spese della matrice extracellulare dell'organo sede della colonizzazione neoplastica. La composizione di questa matrice varia da tessuto a tessuto: il polmone è ricco di collageno di tipo IV, laminina ed elastina; il fegato di eparan solfato; l'encefalo di mielina e di glicoproteine mielina-associate. È quindi possibile che la selettività d'impianto delle metastasi di alcune neoplasie umane in determinati organi sia in parte condizionata dal tipo di enzimi idrolitici che la cellula metastatica è in grado di sintetizzare e rilasciare nel mezzo esterno, e dal tipo di molecole che la matrice interstiziale esprime: se capaci o meno di fungere da ligandi per le integrine neoplastiche promuovendo, nel primo caso, o impedendo, nel secondo, la sopravvivenza delle cellule metastatiche.

## Metastasi ossee
Le metastasi ossee meritano una trattazione a parte rispetto alle altre in quanto oltre a essere molto comuni hanno loro peculiarità cliniche e terapeutiche.

### Patogenesi
Questo tipo di metastasi sono causate da cellule tumorali che, partendo da organi distanti, colonizzano il tessuto osseo. Per far ciò queste causano rimaneggiamento del tessuto ospite favorendo l'azione degli osteoclasti; i quali distruggendo l'osso liberano a loro volta fattori che promuovono la crescita tumorale formando così un circolo vizioso che si auto alimenta. Esistono due tipi di metastasi ossee: osteolitiche e osteoaddensanti. Nelle prime prevale l'azione demolitrice osteoclastica mentre nelle seconde prevale l'azione costruttrice degli osteoblasti. Il risultato di quest'ultima azione è un osso più denso ma rimaneggiato in maniera molto disordinata e quindi più fragile. Un esempio di metastasi di quest'ultimo tipo sono quelle del carcinoma prostatico.

### Sedi
La sede più frequente di queste metastasi è la colonna vertebrale, specie nel tratto toracico. Nel carcinoma mammario e in quello prostatico spesso gli interessamenti sono multipli.

### Diagnosi
I principali strumenti diagnostici per scovare queste forme tumorali sono la scintigrafia ossea, che evidenzia le zone di rimaneggiamento mediante l'uso di un tracciante radioattivo; prima ancora che l'osso venga visibilmente danneggiato; la TAC, che è molto utile per vedere se le metastasi invadono tessuti adiacenti a quello osseo e la risonanza magnetica che evidenzia bene l'interessamento del midollo spinale. La FDG-PET nei carcinomi mammario e prostatico è inferiore alla scintigrafia; ma si è rivelata più efficace nel rilevare le lesioni da mieloma multiplo.

### Clinica
Le metastasi ossee sono tra quelle che possono dare più problemi ai pazienti che ne sono portatori. I principali sintomi e segni della loro presenza includono il dolore osseo, le fratture patologiche (molto importanti fra queste sono i crolli vertebrali); l'interessamento per compressione del midollo e delle radici dei nervi spinali (con conseguente forte dolore neurogenico accompagnato da disturbi sensitivo-motori); L'impossibilità a muovere la zona colpita, disturbi dell'emopoiesi per infiltrazione del midollo osseo rosso e ipercalcemia causata dall'accelerata demolizione del tessuto osseo con conseguente liberazione di grandi quantità di calcio in circolo. Sia l'ipercalcemia sia la pancitopenia causate da questi stati clinici si configurano nelle sindromi paraneoplastiche.

### Prognosi
La sopravvivenza dei pazienti con solo metastasi ossee generalmente è migliore rispetto a chi ha metastasi anche in altri organi; ma l'insorgenza delle complicanze scheletriche (SRE: Skeletal-related events) citate prima porta a un peggioramento di questo parametro e anche della qualità di vita. Per questi motivi è bene attuare delle terapie atte a ridurre al minimo questo rischio.

### Terapia
Gli obiettivi terapeutici su cui bisogna puntare sono: l'alleviare il dolore, prevenire le complicanze scheletriche, migliorare la qualità di vita, ridurre l'invalidità, e migliorare la funzionalità delle zone colpite. Le terapie disponibili spaziano da quelle locoregionali (radioterapia, vertebroplastica e chirurgica) a quelle sistemiche tra cui la più importante si avvale di farmaci specifici: i bifosfonati, associati alla classica chemioterapia, all'ormonoterapia e all'impiego di radioisotopi, tra cui il più usato è il samario-153. Questo trattamento inoltre è ripetibile in quanto ha una tossicità contenuta.

#### Dolore
Affligge il 20-40% dei pazienti oncologici. Tendenzialmente tende ad aggravarsi nel tempo e non sempre è influenzato dalla sede o da altre caratteristiche delle metastasi. Il dolore vertebrale può avere due patogenesi differenti: o da crollo della vertebra con conseguente sintomatologia locale aggravata dai movimenti; o da compressione delle radici nervose che presenta una caratteristica disposizione "a cintura" (tipica delle vertebre toraciche ove segue i nervi colpiti nel loro decorso) e di aspetto costrittivo.

#### Fratture patologiche
Compaiono senza una causa traumatica scatenante. Oltre alla colonna colpiscono più di frequente le teste di femore e omero.
La terapia nei casi operabili abbina chirurgia e radioterapia iperfrazionata successiva (30 Gy in 10 sedute) altrimenti solo radioterapia palliativa con dosi da 8 Gy al bisogno.

#### Compressione midollare
È un'emergenza oncologica a causa dei gravi deficit neurologici che può comportare. È caratterizzata da una clinica molto sfumata all'esordio (vaghi dolori, leggeri deficit sensitivo-motori) e debolezza degli arti distali alla lesione. Colpisce più spesso le vertebre lombari ed è causata dall'accrescimento della neoplasia entro il canale midollare. L'esame strumentale che consente di evidenziarla meglio è la risonanza magnetica.
La radioterapia consigliata dalle linee guida è quella a fasci esterni con una dose di 30 Gy in 10 frazioni per 2 settimane ed è utilizzata per il controllo del dolore e nella compressione midollare; In quest'ultimo caso si associa anche desametazone per limitare lo stato infiammatorio che aggraverebbe il danno per pressione. Il trattamento chirurgico (laminectomia) può essere usato solo in casi selezionati in quanto il rischio di recidiva locale è elevato.

## Stress e metastasi
Nel 2024 si è potuto osservare (per ora solo nei topi) come lo stress influisce sulla diffusione delle metastasi, nel dettaglio si è notato come lo stress cronico modifica il normale ritmo circadiano dei neutrofili e provoca un aumento della formazione di trappole extracellulari dei neutrofili (NET) tramite il rilascio di glucocorticoidi, questo fenomeno porta ad un aumento di quattro volte delle metastasi, questa correlazione è stata confermata tramite tre azioni che hanno permesso di eliminare queste NET o direttamente i neutrofili.

## Cure
Il trattamento delle metastasi ossee si avvale di
- chirurgia (ortopedica o neurochirurgica, in base alle localizzazioni)
- radioterapia
- terapia della neoplasia principale
- terapia con farmaci che servono a ridurre il riassorbimento osseo, come i bifosfonati o il Denosumab. Queste terapie sono molto efficaci nelle lesioni ossee da mieloma multiplo, mentre la loro utilità è meno evidente nelle metastasi ossee dovute a tumori per i quali esiste una terapia sistemica efficace (prostata, mammella). L'utilità è ancora minore nel caso di neoplasie che rispondono poco alla chemioterapia sistemica (carcinoma gastrico, carcinoma polmone, eccetera). In questi casi l'uso dei bifosfonati deve essere valutato alla luce delle possibile complicazioni (in particolare la necrosi della mandibola).